# Three Chords and the Truth
| Оценки критиков | Оценки критиков |
| Источник        | Оценка          |
| --------------- | --------------- |
| Allmusic        | [ 4 ]           |
| New Country     | [ 5 ]           |

Three Chords and the Truth — дебютный студийный альбом американской кантри-певицы и автора-исполнителя Сары Эванс, изданный 1 июля 1997 года на студии RCA Nashville.

## Реакция общественности
Альбом был назван одним из лучших кантри-альбомов года и включён в списки лучших по итогам года такими изданиями как The Washington Post, Billboard, Dallas Morning News, и Country Music People . Альбом был номинирован на многие награды, включая номинацию Academy of Country Music в категории «Top New Female Vocalist». Видео было поставлено режиссёром Susan Johnson и номинировано в категории «Country Video of the Year» на церемонии 1998 Music Video Production Association и в категории «Best New Clip» на церемонии 1997 Billboard Music Video Awards. Кроме того, Эванс была названа Country America’s «Ten To Watch In 1998/Top 10 New Stars Of 1998».
Альбом получил положительные отзывы от музыкальных критиков и интернет-изданий, например, таких как Allmusic и New Country.
Песня «Three Chords and the Truth» была исполнена Сарой Эванс в 1997 году на церемонии награждения British Country Music Awards Show.
| Год  | Награда                      | Категория                                 | Результат |
| ---- | ---------------------------- | ----------------------------------------- | --------- |
| 1997 | Billboard Music Video Awards | Best Country New Artist Video of the Year | Победа    |

## Список композиций
| №   | Название                       | Автор(ы)                             | Длительность |
| --- | ------------------------------ | ------------------------------------ | ------------ |
| 1.  | «True Lies»                    | Al Anderson, Sara Evans, Sharon Rice | 2:34         |
| 2.  | «Shame About That»             | Evans, Jamie O'Hara                  | 2:02         |
| 3.  | «Three Chords and the Truth»   | Evans, Ron Harbin, Aimee Mayo        | 3:59         |
| 4.  | «If You Ever Want My Lovin'»   | Evans, Melba Montgomery, Billy Yates | 2:32         |
| 5.  | «Imagine That»                 | Justin Tubb                          | 3:20         |
| 6.  | «Even Now»                     | Evans, Harbin, Ed Hill               | 2:24         |
| 7.  | «I Don't Wanna See the Light»  | Evans, Bill Rice, S. Rice            | 3:32         |
| 8.  | «I've Got a Tiger By the Tail» | Harlan Howard, Buck Owens            | 2:24         |
| 9.  | «Unopened»                     | Leslie Satcher                       | 3:16         |
| 10. | «Walk Out Backwards»           | Bill Anderson                        | 2:39         |
| 11. | «The Week the River Raged»     | John Bettis, Evans, Jim Rushing      | 3:58         |

## Чарты

### Альбом
| Чарт (1997)                       | Высшая позиция |
| --------------------------------- | -------------- |
| U.S. Billboard Top Country Albums | 56             |

### Синглы
| Год  | Песня                        | Высшая позиция |
| Год  | Песня                        | US Country     |
| ---- | ---------------------------- | -------------- |
| 1997 | «True Lies»                  | 59             |
| 1997 | «Three Chords and the Truth» | 44             |
| 1998 | «Shame About That»           | 48             |